# Большая прогулка (фильм, 2022)
«Больша́я прогу́лка» (укр. Велика прогулянка) — украинский комедийный фильм 2022 года.

## Сюжет
Сюжет комедии разворачивается вокруг двух совершенно разных семей: работников культуры Драгомановых и районных бизнесменов Наливайченко. Теплыми весенними выходными они решают традиционно выбраться «на шашлыки» — судьба возводит их на одной лужайке, которую каждая из семей считает «своей». Между ними разгорается спор, перерастающий в гротескную «войну» за место под мангал. Неожиданно появляется и третий претендент — беглец-коррупционер, спрятавший свои деньги на этой же лужайке и берущий младших детей наших семей в заложники — он требует вернуть исчезнувшие из тайника деньги.

## Производство фильма
Съёмки начались летом 2021 года, а уже в 2023 году состоялась премьера фильма.

## Роли исполняли
- Юрий Ткач — Анатолий Наливайченко
- Елена Кравец — Татьяна Драгоманова
- Алексей Завгородний — Геннадий
- Андрей Исаенко — Евгений Драгоманов
- Ирина Гатун — Раиса Наливайченко
- Маргарита Крупина-Бенковская — Елизавета Драгоманова
- Илья Паладин — Ярослав Драгоманов
- Вероника Лукьяненко — Марьяна Наливайченко
- Алекс Березовский — Денис Наливайченко
- Михаил Жонин — Степан Хомяк
- Валерий Швец — Валерьяныч
- Владислав Писаренко — Григорий
- Алексей Тритенко — следователь
- Иракли Маруашвили — костюмер, клиент на заправке
- Владимир Гладкий — полицейский
- Владимир Кравчук — полицейский

### Камео
- Верка Сердючка & мама
- Андрей Пятов
- Евгений Коноплянка

## Технические данные
- Режиссёр: Олег Зборовский
- Продюсеры: Виктория Корогод, Надежда Коротушка, Ирина Костюк, Наталия Стрибук, Олег Кириллов (исполнительный продюсер)
- Сценаристы: Артур Лерман, Вячеслав ОстровцевГарик, Гарик Бирча
- Звукорежиссёры: Анна Гаврилюк, Роман Гоменюк (звуковой супервайзер), Евгений Прикащиков (монтажёр звуковых эффектов)

## Прокат
Фильм снят по заказу «ТРК Украина», прекратившему вещание 22 июля 2022 года. Кинолента не вышла на экраны 24 февраля 2022 года из-за начала российского вторжения в Украину, но 11 июля 2022 года владелец телеканала Ринат Ахметов вышел из медийного бизнеса, из-за закона об олигархах, аннулировании лицензии и прекращении вещания. Однако показ телетрансляции фильма передали телеканалу «1+1» и кинопремьера ленты состоялась 5 октября 2023 года, а телепремьера — 1 сентября 2024 года.
Допремьерный показ ленты «Большая прогулка» перед полномасштабным вторжением стал толчком к написанию одноименной пьесы режиссера Олеси Моргунец-Исаенко, представленной на театральном фестивале «Таможня».